# Kapilakot
Kapilakot – gaun wikas samiti w środkowej części Nepalu  w strefie Dźanakpur w dystrykcie Sindhuli. Według nepalskiego spisu powszechnego z 2001 roku liczył on 1559 gospodarstw domowych i 10062 mieszkańców (5036 kobiet i 5026 mężczyzn).